# Морріс Тауншип (округ Грін, Пенсільванія)
Морріс Тауншип (англ. Morris Township) — селище (англ. township) в США, в окрузі Грін штату Пенсільванія. Населення — 564 особи (2020).

## Демографія
Згідно з переписом 2010 року, у селищі мешкало 818 осіб у 307 домогосподарствах у складі 233 родин. Було 357 помешкань
Расовий склад населення:
| - 97,3 % — білих - 0,7 % — чорних або афроамериканців - 0,1 % — корінних американців - 1,5 % — осіб інших рас |

До двох чи більше рас належало 0,4 %. Частка іспаномовних становила 2,1 % від усіх жителів.
За віковим діапазоном населення розподілялося таким чином: 20,8 % — особи молодші 18 років, 65,6 % — особи у віці 18—64 років, 13,6 % — особи у віці 65 років та старші. Медіана віку мешканця становила 45,5 року. На 100 осіб жіночої статі у селищі припадало 113,0 чоловіків;  на 100 жінок у віці від 18 років та старших — 105,1 чоловіків також старших 18 років.
Середній дохід на одне домашнє господарство  становив 72 640 доларів США (медіана — 55 625), а середній дохід на одну сім'ю — 80 333 долари (медіана — 62 188). Медіана доходів становила 48 194 долари для чоловіків та 33 750 доларів для жінок. За межею бідності перебувало 5,6 % осіб, у тому числі 7,6 % дітей у віці до 18 років та 6,9 % осіб у віці 65 років та старших.
Цивільне працевлаштоване населення становило 262 особи. Основні галузі зайнятості: освіта, охорона здоров'я та соціальна допомога — 31,3 %, виробництво — 11,1 %, сільське господарство, лісництво, риболовля — 11,1 %.